# Jennifer Syme
Jennifer Maria Syme (Pico Rivera, 7 de dezembro de 1972 – Los Angeles, 2 de abril de 2001) foi uma atriz americana e assistente de produção. Conhecida por seu papel em Lost Highway, e por seu relacionamento com o ator Keanu Reeves.

## Carreira
Jennifer Syme nasceu em Pico Rivera, Califórnia, e cresceu em Laguna Beach. Seus pais, Maria St. John, e Charles Syme, se divorciaram logo após seu nascimento.
Quando estava perto de iniciar o ensino médio, mudou-se com sua mãe para Los Angeles, onde desenvolveu grande interesse pela cinematografia, em especial aos filmes de David Lynch, com quem conseguiu um emprego aos 16 anos em uma de suas empresas, Asymmetrical Productions, e onde trabalhou por cinco anos. Durante esse tempo, auxiliou Lynch na escolha de músicos para os seus projetos.
Sua estreia no cinema ocorreu em 1997, participando de um pequeno papel no elenco de Lost Highway, dirigido por Lynch. Além de trabalhar nos bastidores, Syme também atuou em cinco curtas-metragens independentes dirigidos por Scott Coffey. Um desses curtas, "Ellie Parker", foi selecionado para o Festival Sundance de Cinema, em 2001. Como crédito póstumo, Coffey incluiu essa participação de Syme, em Ellie Parker, de 2005.
Mais tarde, Syme fez parte da equipe de uma gravadora musical, trabalhando como assistente pessoal do guitarrista Dave Navarro, durante suas fases no Jane's Addiction, e Red Hot Chili Peppers.

## Vida pessoal
Jennifer Syme conheceu o ator Keanu Reeves em 1998 durante um encontro da banda de rock Dogstar, da qual Reeves fazia parte, e mais tarde, começaram a namorar. Essa versão, porém, é contestada por Maria St. John, mãe de Syme, alegando que os dois se conheceram vários anos antes, e que não foi em uma festa da banda.
Em 24 de dezembro de 1999, após oito meses de gravidez, ela deu à luz o filho de Reeves, mas infelizmente a criança nasceu morta. A tristeza da perda afetou o relacionamento dos dois, que chegou ao fim algumas semanas depois. Apesar disso, eles permaneceram amigos próximos e se reconciliaram em 2001.
Posteriormente, sua mãe também alegou que Syme ficou muito deprimida com o falecimento de seu avô, em março de 2001, chegando a ser internada uma segunda vez depois da morte de seu bebê.

## Morte
Em 1 abril de 2001, Jennifer participou numa festa na casa do músico Marilyn Manson. Depois de ser levada para casa por outro convidado pouco antes do amanhecer, ela deixou sua casa, supostamente para voltar à casa de Manson, a seu pedido. Na manhã de 02 de abril de 2001, Jennifer dirigia seu Jeep Grand Cherokee quando bateu em uma linha de carros estacionados em Cahuenga Boulevard, Los Angeles. Ela foi lançada para fora do veículo e morreu instantaneamente aos 28 anos.
Na época de sua morte, Syme exercia a função de executiva em uma gravadora, além de estar matriculada em um curso de supervisão de filmes na UCLA.
Foi enterrada em Westwood Village Memorial Park Cemetery, ao lado de sua filha Ava.
Em abril de 2002, a mãe de Jennifer, Maria St. John, processou Marilyn Manson por homicídio culposo por ter fornecido a Jennifer "diversas quantidades de uma substância controlada ilegal" e por "instruí-la a dirigir um veículo a motor no seu estado incapacitado".
Logo após a ação ser ajuizada, Manson emitiu um comunicado para negar a responsabilidade pela morte de Jennifer, afirmando que a ação foi "totalmente sem mérito".
Uma investigação sobre o acidente concluiu que Jennifer, que não estava a usar o cinto de segurança, estava embriagada no momento do acidente. Os relatórios também afirmaram que a polícia encontrou dois laminados que continha um pó, dois frascos de medicamentos com receita médica, um relaxante muscular e um anticonvulsivo. A mãe de Jennifer disse à polícia que sua filha estava à procura de tratamento para dor nas costas e depressão apenas poucos dias antes de sua morte.
Em 1998, cerca de dois anos antes de sua morte, Marilyn Manson mencionou Syme em seu livro "The Long Hard Road Out of Hell", onde relata como ela o ajudou a trabalhar com o diretor David Lynch. Posteriormente, Manson também retratou Syme através de uma pintura em sua memória.

O diretor David Lynch dedicou Mulholland Drive, em memória de Syme.